# Der Traum ein Leben
Der Traum ein Leben ist ein Drama oder „dramatisches Märchen“ von Franz Grillparzer, das 1834 im Burgtheater uraufgeführt wurde und somit zur Biedermeierepoche gehört.

## Entstehung
Grillparzer hat sich von dem spanischen Drama Das Leben ist ein Traum von Pedro Calderón de la Barca aus der Barockepoche beeinflussen lassen, unter anderem in Bezug auf den Titel, das Versmaß und den märchenhaften Inhalt.

## Form
Das Drama Der Traum ein Leben ist in vier Aufzüge eingeteilt (im Gegensatz zum typischen Aufbau des klassischen Dramas in fünf Aufzügen) und in gebundener Sprache, nämlich im spanischen Trochäus, einem vierhebigen Trochäus, geschrieben, z. B.: „Eines nur ist Glück hienieden.“ (V. 2650)

## Inhalt

### Hauptfiguren
- Rustan: ein leicht beeinflussbarer, durchschnittlicher Jäger, von Größenwahn, Machthunger und Drang zum Abenteuer gekennzeichnet.
- Zanga: ein schwarzer Sklave Rustans, der seinen Herrn zu Abenteuern drängt und vor unmoralischen Taten nicht zurückschreckt.
- Massud: ein reicher Landmann, der in seinem vornehmen Anwesen zurückgezogen mit seiner Tochter Mirza und seinem „Neffen“ Rustan lebt. Er ist streng und beherrscht.
- Mirza: Rustans Verlobte und Massuds Tochter, die Rustan liebt und alles für ihn macht.
- Der König von Samarkand: ein naiver und gütiger König und Vater von Gülnare, die in Rustans Traum seine Verlobte wird.

### Handlung
Auf ihrem Landgut sorgt sich Mirza um ihren Verlobten Rustan, der noch nicht von der Jagd zurückgekehrt ist. Als dieser endlich spät heimkehrt, bittet er Massud, Mirzas Vater, ihn auf eine Abenteuerreise auf der Suche nach Glück und Ruhm gehen zu lassen. Er lässt sich jedoch dazu überreden, noch eine Nacht in Massuds Landgut zu bleiben. In dieser Nacht hat Rustan den folgenden Traum über sein bevorstehendes Abenteuer:
Auf ihrer Reise sehen Rustan und sein Sklave Zanga den König von Samarkand, der von einer Schlange angegriffen wird. Rustan verfehlt mit seinem Speer die Schlange, während ein „Mann vom Felsen“, der sofort wieder verschwindet, das Tier erlegt. Von Zanga dazu überredet, gibt sich Rustan als Retter des Königs aus, woraufhin dieser ihm aus Dank die Hand seiner Tochter verspricht und ihm seinen Dolch schenkt.
Als der König gegangen ist, taucht der „Mann vom Felsen“ auf und will für seine Tat belohnt werden. Aus Not bringt Rustan den Unbekannten mit dem Dolch um und stößt ihn von einer Brücke. Daraufhin geht Rustan nach Samarkand, wo sein Wunsch nach Ruhm und Reichtum in Erfüllung geht.
Der stumme alte Kaleb findet jedoch den Dolch des Königs in der angeschwemmten Leiche des „Mannes vom Felsen“. Der Verdacht fällt auf den König, der wiederum Rustan beschuldigt und diesem gegenüber misstrauisch wird, weil er sich bruchstückhaft an seinen wirklichen Retter erinnert.
Kurz darauf stirbt der König an einem vergifteten Trank, ohne dass Rustan, der von dem Gift wusste, es verhindert. Der stumme Kaleb, der nun als Einziger von Rustans Schuld weiß, beginnt plötzlich zu reden, um Rustan zu verraten, der sich wiederum von der Brücke stürzt, auf der er den Mord begangen hat, während Zanga sich in den Teufel verwandelt.
Rustan wacht auf und kann zuerst nicht zwischen Traum und Wirklichkeit unterscheiden. Er entscheidet sich, Mirza zu heiraten, Zanga die Freiheit zu geben und wegzuschicken und bei Massud zu bleiben, weil er durch den Traum zur Erkenntnis gelangt ist, ein ruhigeres Leben einem abenteuerlichen vorzuziehen.

## Interpretation

### Ein „dramatisches Märchen“ – viele Märchenmotive
Die Personenwahl ist typisch für ein Märchen: ein König, eine Prinzessin, eine Hexe („Altes Weib“). Zeit und Ort sind unbestimmt. Der glückliche Ausgang und das offene Ende sind typisch für ein Märchen.

### Die psychologische Ebene des Alptraumes
In diesem Drama gibt es eine Rahmenhandlung: Der Gegensatz zwischen Traum und Wirklichkeit, zwischen „Diesseits“ und „Jenseits“ wird dadurch betont. Es gibt innerhalb des Dramas viele Kennzeichen des Alptraums:
- Durch den Alptraum verarbeitet Rustan die Wirklichkeit, das heißt seinen Wunsch, Abenteuer zu erleben und ein Held zu werden. Traum und Realität verschwimmen.

- Wie in einem Alptraum beginnt die Handlung in dem Drama langsam und wirkt realistisch. Die Ereignisse werden aber im 3. Aufzug immer schneller und irrealer, bis sie sich am Schluss überschlagen und der Leser nicht mehr genau weiß, was passiert. Dazu passt der spanische Trochäus, weil er ungewöhnlicher, betonter und weniger harmonisch ist.

- Der Alptraum stellt eine übertriebene Realität dar, in der eine Serie von unwahrscheinlichen Ereignissen aneinandergereiht werden.

- Der Zusammenhang zwischen Traum und Realität drückt sich auch in der Figurenkonstellation aus: Alle in der Wirklichkeit vorkommenden Figuren sind im Traum mit verstärkten, v. a. schlechten Eigenschaften vorhanden. Zanga wird nur als gieriger, unmoralischer Anstifter zum Bösen dargestellt, Gülnare stellt Mirza mit mehr Selbstvertrauen und Macht dar, der König ist gütiger und naiver als Massud, Rustan ist größenwahnsinniger und unmoralischer.

### Die wichtigsten Symbole
- Die Schlange: der Betrug, die Versuchung (sie ist der Anfang von Rustans Lügen).
- Der Dolch: das Vertrauen des Königs in Rustan, das er missbraucht (Ermordung des Mannes).
- Die Brücke: ein Übergang zwischen Traum und Wirklichkeit, zwischen Wahrheit und Lüge.
- Der Mantel: die Lüge, die verhüllte Wahrheit.
- Die Bühnenanweisungen, um den Übergang in die Traumwelt zu symbolisieren: „[Es] tauchen zwei Knaben auf. Der eine, buntgekleidet, mit verlöschter Fackel (DER TRAUM), der zweite in braunem Gewande mit brennender (DIE REALITÄT). […] Die des Buntgekleideten entzündet sich, der Dunkle verlöscht die seine gegen die Erde.“ = Eine sehr bildhafte Darstellung.

### Das Biedermeierideal
Rustan hat am Ende durch seinen Traum gelernt, ein ruhigeres, bescheidenes, zurückgezogenes Leben einem abenteuerreichen Leben vorzuziehen. „Eines nur ist Glück hienieden“ (V.2650) zeigt, dass Glück nicht äußerer Ruhm und Glanz, sondern innere Freude und Frieden bedeutet. Das entspricht dem Biedermeierideal, das zur Harmonisierung und zum Ausgleich neigt.
Die Idee, dass die Besinnung und Reflexion wichtiger ist als die Tat („Schatten sind des Lebens Güter, / Schatten seiner Freuden Schar, / Schatten Worte, Wünsche, Taten, / die Gedanken nur sind wahr.“ V.630), weil der Mensch durch selbstsüchtige Taten sofort schuldig wird, ist auch vorhanden.

## Vertonung
Anton Bruckner legte 1890 seinem anlässlich Grillparzers 100. Geburtstag geschaffenen Chorwerk Träumen und Wachen den Text vom Ende des ersten Aktes zugrunde.
Felix Draeseke schuf 1904 ein Sinfonisches Präludium mit identischem Titel (Der Traum ein Leben, WoO. 29) als Vorspiel zum Drama Grillparzers., nicht identisch mit der Komposition nach Calderon, op. 45 von 1888.
Walter Braunfels komponierte zwischen 1934 und 1937 die Oper Der Traum ein Leben (op. 51). Die an der Wiener Staatsoper geplante Uraufführung kam nach dem Anschluss Österreichs an Nazideutschland nicht mehr zustande. Erst 2001 wurde die Oper in Regensburg uraufgeführt.